# Ouville-la-Rivière
Ouville-la-Rivière è un comune francese di 518 abitanti situato nel dipartimento della Senna Marittima nella regione della Normandia.

## Società

### Evoluzione demografica
Abitanti censiti